# 中布達
中布達（烏克蘭語：Середина-Буда，羅馬化：Seredyna-Buda，發音：[seˈrɛd̪ɪn̪ɐ ˈbud̪ɐ] ⓘ）是乌克兰北部蘇梅州绍斯特卡區中布达市镇的城市及该市镇的行政中心，2020年7月18日前为中布達區的行政中心。該市距離州府蘇梅150公里，毗鄰與俄罗斯接壤的邊境，始建於1650年，面積27.03平方公里，海拔高度185米，2022年数量为人口6,888人。